# In the Year of the Dragon
In the Year of the Dragon ist ein Jazzalbum von Geri Allen, Charlie Haden und Paul Motian. Die vom 10. bis 13. März 1989 im Sound Ideas Studio, New York City, entstandenen Aufnahmen erschienen 1989 auf dem deutschen Label JMT.

## Hintergrund
Das Album entstand bei der zweiten Aufnahmesession des Trios nach Etudes vom September 1987 (bei dem nominell nur Charlie Haden und Paul Motian als Bandleader fungierten). Im März 1988 hatte die Pianistin bei Paul Motians eigenem Album Monk in Motian (mit Joe Lovano, Bill Frisell) bei einem Titel mitgewirkt. Im März 1989 nahmen die drei Musiker neues Material auf, neben Eigenkompositionen Stücke von Bud Powell („Oblivion“) und Ornette Coleman („Invisible“, ein Titel von Colemans Album Something Else!!!!: The Music of Ornette Coleman, Contemporary 1958). Hinzu kam als Gastmusiker bei „Rollano“ Juan Lazaro Mendolas (Bambusflöte).
In New York folgten am 6. bis 8. April 1989 weitere Studiotermine, bei denen Geri Allen, Charlie Haden und Paul Motian das Album Segments einspielten. Am 1. Juli 1989 traten die drei Musiker auf dem Festival International de Jazz de Montréal auf, auf dem Haden verschiedenste Gruppen um sich präsentierte; der Mitschnitt erschien 1997 als Album von Charlie Haden The Montréal Tapes: with Geri Allen and Paul Motian.

## Titelliste
- Geri Allen, Charlie Haden, Paul Motian – In the Year of the Dragon (JMT 834 428-2, JMT CD JMT 834 428-2)

1. Oblivion (Bud Powell) 3:17
2. For John Malachi (Geri Allen) 3:30
3. Rollano (Juan Lazaro Mendolas) 4:10
4. See You at Per Tutti's (Charlie Haden) 5:55
5. Last Call (Paul Motian) 5:10
6. No More Mr. Nice Guy (Geri Allen) 7:01
7. Invisible (Ornette Coleman) 4:34
8. First Song (Charlie Haden) 5:38
9. In The Year of the Dragon (Paul Motian) 7:55

## Rezeption

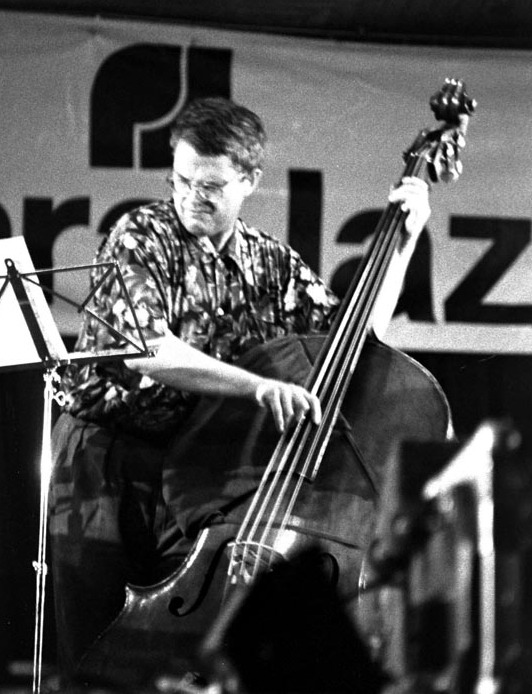
Charlie Haden 1990

Michael G. Nastos verlieh dem Album in Allmusic vier Sterne und schrieb, Geri Allen sei bereit für die Herausforderung gewesen, im Traumteam für jeden modernen Jazzpianisten zu spielen; sie passe perfekt dazu und inspiriere Haden und Motian, ihren persönlichen Stil zu stärken. Sie würden gemeinsam in die geschickten harmonischen und melodischen Insignien der Bandleaderin eintauchen, obwohl alle mit Sicherheit einen Sinn für eine demokratische Spielhaltung und geteilte Werte in Bezug auf diese „berauschenden Marke der progressiven Musik“ hätten.
Zurückhaltender äußerten sich die Kritiker Richard Cook und Brian Morton. Sie vergaben 1993 in der zweiten Auflage des Penguin Guide to Jazz lediglich drei Sterne und schrieben, In the Year of the Dragon sei ein enttäuschender Ersatz für das vergriffene Live-Album aus dem Village Vanguard. Zum ersten Mal klinge Allen artig und bedächtig; gegenüber der Version von „No More Mr. Nice Guy“ auf Home Grown klänge die Fassung mit Motian und Haden etwas abgestumpft. Wie zum Ausgleich sei der Klang des Albums sehr vorwärtsstrebend und spitz. Dennoch sei, bis zu dem Zeitpunkt, zu dem Live at the Village Vangaurd wieder erscheinen sollte, Etudes das Album der Wahl von dieser Besetzung.
Ähnlich äußerte sich auch Ethan Iverson: „Obwohl das Allen/Haden/Motian-Trio mehrere [...] Platten aufnehmen und große Festivals touren sollte, hatte nichts davon Etudes in Bezug auf Frische und einfache Mischung zwischen den drei eigenwilligen Größen übertroffen. Das Folgealbum The Year of the Dragon beginnt jedoch mit einem blitzschnellen „Oblivion“, einem der besten Bud-Powell-Cover, die jemals aufgenommen wurden. Der zweite Track ist Allens außergewöhnliches „For John Malachi“.“